# Ernst Singer (Mediziner, 1949)
Ernst Singer (* 1949 in Innsbruck) ist ein österreichischer Pharmakologe.

## Leben
Singer studierte in Innsbruck und Wien und erhielt ein postdoctoral Fellowship an der Harvard Medical School. 1985 wurde er an der Universität Wien für das Fach Pharmakologie und Toxikologie habilitiert.
Singer war von 2000 bis 2017 Vorsitzender der Ethikkommission der Medizinischen Universität Wien und des AKH Wien sowie Vorstand der Österreichischen Pharmakologischen Gesellschaft (2001–2007) und ist seit 2007 Mitglied der Heilmittelevaluierungskommission.
Privat hat sich Singer der Dichtkunst verschrieben – sein Werk „Fridolin, Kolumbine und Billi-Vanilli“ ist eine Geschichte aus Reimen für Kinder ab sechs Jahren. Eine Sammlung satirischer Beiträge aus der Zeit als Kommissionsvorsitzender, „Un(i)ethisches“, wurde von der Medizinischen Universität Wien anlässlich seiner Verabschiedung im April 2017 herausgegeben.

## Ehrungen
17. Jänner 2019 Ernennung zum Ehrenbürger der Medizinischen Universität Wien